# Az ördög lábnyomai
Az Ördög lábnyomai egy olyan jelenség volt, amely 1855 februárjában történt az Exe torkolat környékén, az angliai Devon keleti és déli részén. Egy heves hóesés után egyik napról a másikra pataszerű nyomok jelentek meg a hóban, amelyek összesen mintegy 40-100 mérföld (60-160 km) távolságot tettek meg. A lábnyomokat azért nevezték így, mert egyesek azt feltételezték, hogy ezek a Sátán nyomai, és egy patkóhoz hasonlították őket. Számos elmélet született az eset magyarázatára, és az eset valódiságának egyes aspektusait is megkérdőjelezték.

## Incidens
1855. február 8-9-én éjjel és egy vagy két későbbi éjszakán, , egy heves hóesés után pataszerű nyomok jelentek meg a hóban. Ezeket a lábnyomokat, amelyek többsége körülbelül 10 cm hosszú, 7,6 cm átmérőjű, egymástól 20 és 41 cm (8 és 16 cm) távolságra lévő, többnyire egy sorban elhelyezkedő, több mint 30 helyről jelentették Devonból és néhányról Dorsetből. A becslések szerint a nyomok teljes távolsága 40 és 100 mérföld (60 és 160 km) között lehetett.  Házak, folyók, szénakazlak és egyéb akadályok felett egyenesen átmentek. Lábnyomok jelentek meg a hóval borított tetők tetején és a magas falakon, amelyek a lábnyomok útjába estek, valamint a mindössze 10 cm (4 hüvelyk) átmérőjű lefolyócsövekhez vezettek fel, és azokból léptek ki. A Sydneyben megjelenő Bell's Life 1855. május 26-i száma a Miscellaneous Extracts rovatban egy február 18-i keltezésű „Weekly Dispatch” (Heti közlemény) című írást közölt:
A terület, ahol a lenyomatok megjelentek, Exmouth-tól Topshamig, az Exe-torkolaton át Dawlishig és Teignmouthig terjedt. R. H. Busk egy 1890-ben a Notes and Queries című folyóiratban megjelent cikkében azt állította, hogy a lábnyomok távolabb is megjelentek, egészen Totnes és Torquay déli részén, és hogy más jelentések szerint a nyomok egészen Weymouthig (Dorset), sőt még Lincolnshire-ig is eljutottak.. 

## Bizonyíték
A jelenségre kevés közvetlen bizonyíték van. Az egyetlen ismert dokumentumot azután találták meg, hogy 1950-ben megjelent egy cikk a Transactions of the Devonshire Association című folyóiratban, amelyben további információkat kértek az eseményről. Ennek eredményeképpen találtak rá Henry Thomas Ellacombe, az 1850-es években Clyst St George plébánosának, Henry Thomas Ellacombe-nak a papírgyűjteményére. Ezek a papírok a lelkészhez címzett leveleket tartalmaztak, amelyeket barátai - köztük G. M. Musgrove tiszteletes, Withycombe Raleigh plébánosa - írtak neki, valamint a The Illustrated London Newsnak írt levél tervezetét, amelyen az állt, hogy „nem publikálásra”, és több, a lábnyomok lenyomata is látható volt..  

## Hipotézisek
Az incidensre számos magyarázat született. Egyes nyomozók kételkednek abban, hogy a nyomok valóban több mint száz mérföldön át húzódtak, azzal érvelve, hogy senki sem lett volna képes egyetlen nap alatt végigkövetni a teljes útvonalat. A szkepticizmus másik oka, ahogy Joe Nickell is jelzi, hogy a szemtanúk leírásai a lábnyomokról személyenként eltérőek voltak. 
Mike Dash a Fortean Studies című cikkében arra a következtetésre jutott, hogy a „patanyomok” nem egyetlen forrásból származnak: a nyomok egy része valószínűleg egy hoax, más részüket „közönséges négylábúak”, például szamarak és pónik, más részüket pedig erdei egerek (lásd alább) készítették. Elismerte azonban, hogy ezek nem magyarázhatják meg az összes bejelentett nyomot, és „a rejtély megmarad”. 

### Ballon
Geoffrey Household író azt feltételezte, hogy a Devonport Dockyardból tévedésből felengedett „kísérleti léggömb” hagyta a rejtélyes nyomokat a kikötőkötelek végén lévő két bilincs nyomán. Forrása egy helyi férfi, Carter őrnagy volt, akinek nagyapja akkoriban Devonportban dolgozott. Carter azt állította, hogy az esetet azért hallgatták el, mert a léghajó számos télikertet, üvegházat és ablakot is tönkretett, mielőtt végül Honitonban a földre ereszkedett. 

### Ugráló egerek

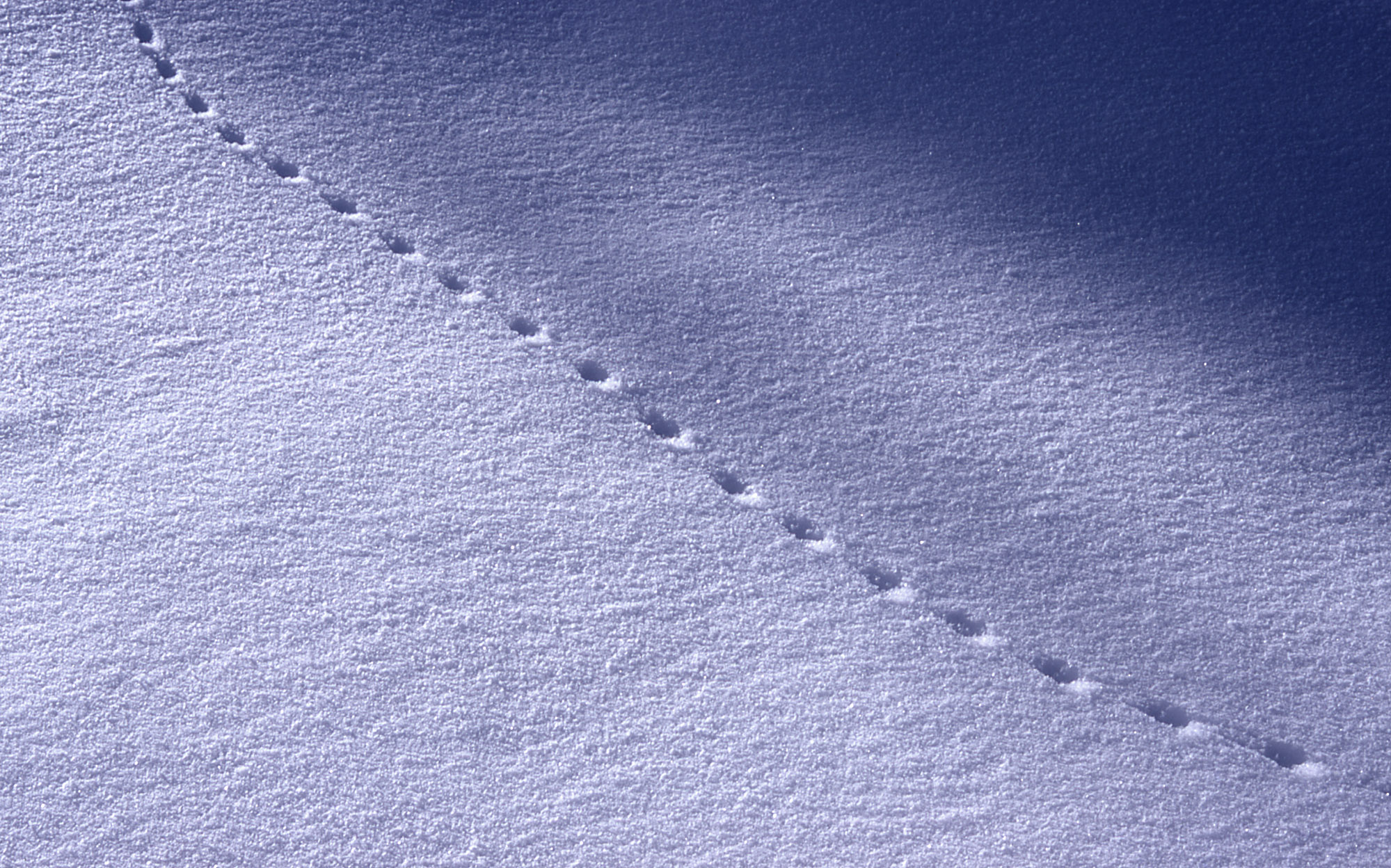
Rágcsáló (mus) nyomok a hóban

Mike Dash felvetette, hogy az ujjlenyomatok legalábbis egy részét, köztük a háztetőkön találtakat is, ugráló rágcsálók, például erdei egerek készíthették. Az egér ugrása után hátrahagyott lenyomat egy patás állatéra hasonlít, a végtagok ugrálás közbeni mozgása miatt. Dash kijelentette, hogy az elméletet, miszerint a devoni lenyomatokat rágcsálók készítették, eredetileg már 1855 márciusában, a The Illustrated London News című lapban felvetették.  A lap 1855. március 10-i számában Thomas Fox, ballingdoni sörfőző és téglagyáros,  különböző mélységű hóban található rágcsálónyomok illusztrációit, valamint egy ábrát arról, hogy a rágcsálók hátsó és mellső végtagjai hogyan hozzák létre a „pata” alakú nyomokat.

### Kenguru
Az Illustrated London Newsnak 1855-ben írt levelében G. M. Musgrave tiszteletes a következőket írta: „Néhány nap alatt elterjedt egy hír, hogy egy pár kenguru megszökött egy magánmenazériából (azt hiszem, Fische úréból) Sidmouthban”. Úgy tűnik azonban, hogy senki sem győződött meg arról, hogy a kenguruk megszöktek-e, és arról sem, hogyan kelhettek át az Exe torkolatán,  Musgrave maga pedig azt mondta, hogy azért találta ki a történetet, hogy elterelje a hívek aggodalmát az ördög látogatása miatt:

„
Nagyon alkalmasnak találtam az alkalmat, hogy megemlítsem a kenguru nevet, utalva az akkor aktuális jelentésre. Természetesen nem hittem a rejtélynek ebben a változatában ... de a falusiak közvéleményének állapota ... akik rettegtek napnyugta után kimenni ... abban a meggyőződésben, hogy ez az ördög műve ... nagyon kívánatossá tette, hogy egy ilyen lealacsonyodott és romlott elképzelésnek fordulatot adjanak ... és hálás voltam, hogy egy kenguru ... [arra szolgált], hogy eloszlassa az ilyen lealacsonyító gondolatokat...”

– Rev G. M. Musgrove: levél a The Illustrated London Newsnak, 1855. március 3."

## Lásd még
- Városi legenda

## Referenciák
1. ↑  „topsham. The two-legged wonder”, Western Times, 1855. február 24.
2. ↑  „Miscellaneous Extracts.”, Bell's Life in Sydney and Sporting Reviewer (NSW : 1845–1860) , National Library of Australia, 1855. május 26., 1. oldal (Hozzáférés: 2013. augusztus 21.)
3. ↑  Busk (1890. január 25.). „Phenomenal Footprints in the Snow, S. Devon”. Notes and Queries s7-IX (213), 70. o. DOI:10.1093/nq/s7-IX.213.70a. (Cited as Document 17 in Dash 1994)
4. ↑  Brown (1950). „The Great Devon Mystery of 1855 or "The Devil in Devon" (Forty-seventh Report on Folklore)”. Report & Transactions of the Devonshire Association 82, 107–12. o.
5. ↑  Brown (1952). „A Further Note on "The Great Devon Mystery"”. Report & Transactions of the Devonshire Association 84, 163–71. o.
6. ↑  szerk.: Household: The Devil's Footprints : The Great Devon Mystery as it was Reported in the Newspapers of 1855. Exeter: Devon Books (1985). ISBN 0-86114-753-7
7. ↑  History, Gazetteer & Directory of Suffolk, 1855 - Page 772 (angol nyelven). specialcollections.le.ac.uk. (Hozzáférés: 2023. február 9.)
8. ↑   The Illustrated London News 1855-03-10: Vol 26 Iss 731 (english nyelven). Illustrated London News (1855. március 10.)
9. ↑  Idézi: Dash, 1994.

## Fordítás
- Ez a szócikk részben vagy egészben  a   Devil's Footprints című angol Wikipédia-szócikk ezen változatának fordításán alapul.  Az eredeti cikk szerkesztőit annak laptörténete sorolja fel. Ez a jelzés csupán a megfogalmazás eredetét és a szerzői jogokat jelzi, nem szolgál a cikkben szereplő információk forrásmegjelöléseként.

## Külső linkek és további olvasmányok
- Charles Fort, Az elkárhozottak könyve, 28. fejezet .
- A titokzatos Nagy-Britannia és Írország